# Kaheim Dixon
Kaheim Dixon (ur. 4 października 2004) – jamajski piłkarz występujący na pozycji skrzydłowego, reprezentant Jamajki, od 2023 roku zawodnik Arnett Gardens.